# Sammy Beban Chumbow
Sammy Beban Chumbow né le 11 septembre 1943 dans le département du Mezam de la région du Nord-Ouest du Cameroun, est un linguiste, universitaire et scientifique camerounais. Il occupe des postes de professeur et d'administrateur dans diverses universités camerounaises, notamment l'université de Dschang et l'ICT University. Il est également président de l'Académie des sciences du Cameroun (ASC).

## Biographie

### Jeunesse et études
Sammy Beban Chumbow naît le 11 septembre 1943 dans le département du Mezam, dans la région du Nord-Ouest du Cameroun. Il fait ses études primaires dans la région du Nord-Ouest, puis s'est rendu à Kinshasa, en République démocratique du Congo, pour y suivre des études de premier cycle en philologie romaine.
Il obtient sa maîtrise en 1972 et son doctorat en 1975 à l'université de l'Indiana à Bloomington, puis rejoint l'université d'Illori au Nigeria.

### Carrière et recherches
En 1986, il rejoint le département des langues africaines et de la linguistique de l'université de Yaoundé I.
En 1993, il est nommé vice-chancelier adjoint de l'université de Buéa. Il est ensuite recteur de l'université de Dschang, de l'université de Ngaoundéré et de l'université de Yaoundé I. Il est également associé à l'Académie des sciences du Cameroun et au Conseil africain de la recherche scientifique et de l'innovation (ASRIC) - Union africaine.
Il est associé à l'Académie africaine des langues (ACALAN), une institution de l'Union africaine. Il a été membre de la Linguistic Society of America et de la New York Academy of Sciences.
Il publie des articles et des ouvrages sur la linguistique.